# Selo do Havaí

Representação do escudo de armas (reinado do rei Kamehameha III) da
Reino do Havaí.

Versão do escudo do Reino adotado posteriormente, ao redor de 1850.

Versão usada no
Governo Provisório.

O selo do estado do Havaí foi estabelecido oficialmente pelo artigo 272 da Legislação do Havaí em 1959 e deriva do antigo selo territorial, que foi bastante modificado posteriormente. Foram incluídas as expressões State of Hawaii (em português: "Estado do Havaí") na parte superior e "1959", na parte inferior. A disposição de um selo geral para o Estado do Havaí foi promulgada pelo legislador territorial e ratificada pelo governador Quin,em 08 de junho de 1959. A aprovação da lei de admissão aceitou o Havaí em 21 de agosto de 1959 como o 50°"Estado" dos Estados Unidos.
O selo do antigo território do Havaí é muito semelhante ao da antiga República do Havaí. A única diferença ocorre nas inscrições do círculo externo. Na parte superior está escrito "Territory of Hawaii" (Território do Havaí) e, na parte inferior, "1900" (ano em que o governo do Havaí foi oficialmente instalado).
No selo da República do Havaí (1894-1898), estavam escritas as expressões "Republic of Hawaii" (República do Havaí) e "MDCCCXCIV" (algarismo romano que significa 1894, ano em que a república foi estabelecida). O escudo da república foi desenhado pelo College of Arms de Londres, no Reino Unido. Seu desenho recorre a vários aspectos da heráldica do Reino do Havaí, e muitas facetas desse desenho vêm dos escudos utilizados durante os reinados dos reis Kamehameha III, Kalakaua e Liliuokalani.

## Descrição
O escudo na parte interior do selo do Havaí apresenta a forma aquartelada, dividindo-se em quatro partes. Nas partes superior esquerda e inferior direita estão as cores vermelho, branco e faixas azuis que representam as oito principais ilhas do Havaí. Cada um dos quatro possui quatro tiras. Nas partes superior direita e inferior esquerda estão o puloulou (bola tabu) que simboliza a autoridade e poder sobre o estado. No centro dos quatro cantos há uma estrela, que representa a quinquagésima adição de uma estrela na bandeira dos Estados Unidos.

### Lema
No largo na parte inferior do círculo está a inscrição "Ua Mau ke Ea o Ka 'āina i ka Pono", que pode ser traduzido em língua portuguesa como "A vida da terra é perpetuada na justiça", lema oficial do antigo Reino do Havaí, instituído pelo rei Kamehameha III. Este lema foi proclamado em 1843, após uma tentativa fracassada de um almirante da marinha britânica para derrubar a monarquia havaiana.

### Os tenantes
No escudo aparecem dois tenantes. À esquerda está a imagem do Rei Kamehameha, o Grande, que unificou as ilhas havaianas em um só reino. À direita encontra-se uma imagem da deusa da liberdade, que carrega nas mãos a bandeira do Havaí. Ambos os tenantes mantêm o escudo do selo erguido. Acima do escudo, há um sol nascente, que representa o ano em que o Havaí foi elevado à categoria de estado dos Estados Unidos, em 1959. Abaixo do escudo, é mostrada a imagem de uma ave fênix com uma coroa de oito folhas de taro, folhagens de banana e uma avenca.

## Simbolismo
- 1959 representa o ingresso do Havaí na União como um "Estado";
- O sol nascente substituiu a coroa real do escudo de armas original. Isto representa o nascimento de um novo Estado;
- O rei Kamehameha, o Grande, e a deusa da liberdade, que segura a bandeira havaiana, substituem dois guerreiros no escudo de armas real. Isso poderia representar o ex-líder do governo (King Kamehameha, o Grande) e o líder do novo governo (a Deusa da Liberdade).
- O desenho do escudo heráldico esquartejado permanece como no escudo original.
- As oito listras em dois dos quartos do escudo representam as oito ilhas principais do Havaí;
- O puloulou ou bola tabu, no segundo ou terceiro quartos, eram levados ante o rei e colocados diante da porta do seu lugar, significando autoridade e poder. No selo do Havaí, isto é um símbolo de autoridade e de poder do governo havaiano.
- A estrela no centro do escudo significa a quinquagésima estrela adicionada à bandeira dos Estados Unidos;
- A ave fênix, símbolo da morte e ressurreição, simboliza a mudança da monarquia para um governo livre e democrático;
- As oito folhas de taro, ladeadas por folhagens de banana e avencas, são típicas da flora do Havaí e representam as oito grandes ilhas habitadas. O taro tem um grande significado espiritual e é o ingrediente de um prato típico da Polinésia chamado poi;
- O lema do estado, "Ua mau ke ea o ka ʻāina i ka pono" (em português: A vida da terra é perpetuada na justiça) se mantém tal como no selo original.

## Selos históricos

Selo do Território do Havaí (1898-1959)
Selo da República do Havaí (1894-1898)

## Selos do governo do Havaí

Selo do Departamento de Transporte do Havaí